# Tháp Hoa sen
Tháp Hoa sen (tiếng Sinhala: නෙළුම් කුළුණ; tiếng Tamil: தாமரைக் கோபுரம்), còn được gọi là Tháp Hoa sen Colombo, là một tòa tháp cao 356 m (1.168 ft), nằm ở thủ đô Colombo, Sri Lanka. Đây là công trình mang tính biểu tượng của Sri Lanka. Kể từ ngày 16 tháng 9 năm 2019, tòa tháp hiện là cấu trúc tự hỗ trợ cao nhất ở Nam Á. Đây cũng là công trình cao thứ hai ở Nam Á sau INS Kattabomman là công trình được hỗ trợ ở Ấn Độ. Tòa tháp này cũng là tòa tháp hoàn thành cao thứ 11 ở châu Á và là tòa tháp cao thứ 19 trên thế giới. Lần đầu tiên nó được đề xuất xây dựng ở vùng ngoại ô Peliyagoda nhưng sau đó Chính phủ Sri Lanka đã quyết định chuyển địa điểm. Phần đỉnh hình hoa sen của tháp được sử dụng cho hội nghị, quan sát và hoạt động giải trí khác, với chi phí xây dựng 104,3 triệu đô la, được tài trợ bởi EXIM Bank của Cộng hòa Nhân dân Trung Hoa. Nó có thể nhìn thấy khắp thành phố thủ đô Colombo, vùng ngoại ô và hầu hết các đường cao tốc lớn tỏa ra từ thành phố và xung quanh thành phố.
Tòa tháp đã được mở cửa cho công chúng vào ngày 16 tháng 9 năm 2019 bởi Tổng thống Maithripala Sirisena, 7 năm sau khi dự án bắt đầu.

## Vị trí và xây dựng
Quyết định ban đầu về vị trí để xây dựng tòa tháp là trong khu kinh tế của Colombo, chính phủ Sri Lanka sau đó đã tuyên bố kế hoạch của họ chuyển vị trí đến trung tâm thành phố. Vị trí mới của tòa tháp nằm bên bờ hồ Beira.
Với sự tham gia và chứng kiến của Chủ tịch Ủy ban điều hành viễn thông Sri Lanka (TRCSL), Bộ trưởng Bộ Ngoại giao Sri Lanka, Chủ tịch Tập đoàn xuất nhập khẩu điện tử quốc gia Trung Quốc (CEIEC) và Công ty TNHH thương mại quốc tế hàng không vũ trụ (ALIT) đã ký hợp đồng với Tổng giám đốc của TRCSL, Anusha Palpita, cho dự án vào ngày 3 tháng 1 năm 2012.
Dự án bắt đầu trong nhiệm kỳ của Tổng thống Mahinda Rajapakse và việc xây dựng bắt đầu vào ngày 20 tháng 1 năm 2012 sau một buổi lễ đặt đá móng. Địa điểm này nằm bên bờ hồ Beira và là một phần của DR Wijewardene Mawatha.
Vào tháng 12 năm 2014, công trình của tòa tháp đã vượt qua mốc 125 m (410 ft) và tính đến tháng 7 năm 2015, tòa tháp đã đạt tới 255 m (837 ft).

## Thiết kế và chức năng
Thiết kế của tòa tháp được lấy cảm hứng từ hoa sen. Hoa sen tượng trưng cho sự tinh khiết trong văn hóa Sri Lanka và tượng trưng cho sự phát triển hưng thịnh của đất nước. Đế tháp được lấy cảm hứng từ ngai sen và cũng sẽ được xây với hai hình thang ngược. Màu sắc của tòa tháp xen kẽ giữa màu hồng và màu vàng nhạt bằng cách chuyển tiếp mượt mà - một hiệu ứng đạt được bằng cách phủ kính.
Tòa tháp cao xấp xỉ 350 m (1.150 ft) và có diện tích 30.600 m2 (329.000 foot vuông).

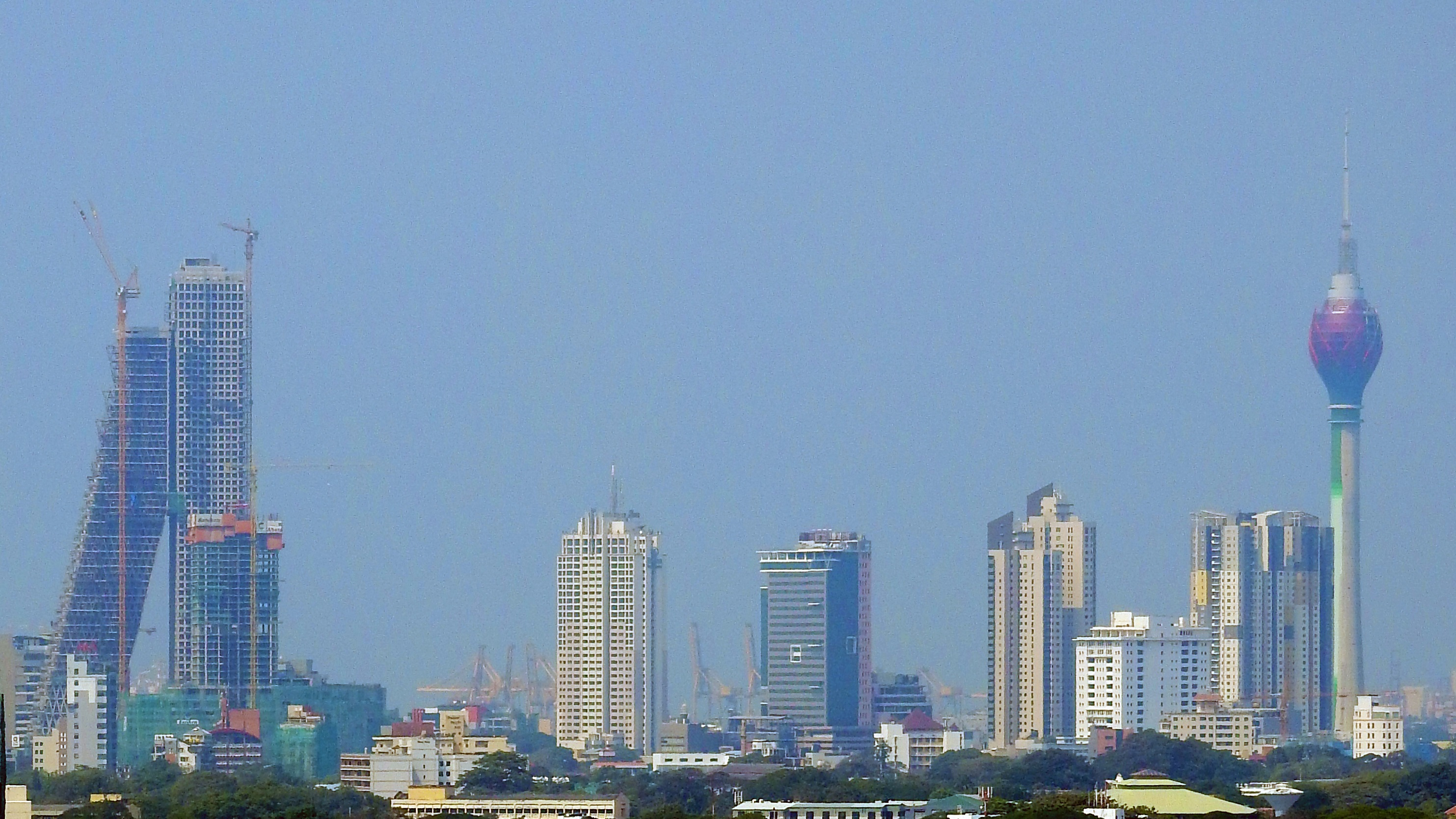
Đường chân trời ở Colombo vào tháng 11 năm 2017. Các tòa nhà cao nhất từ trái sang phải: Altair, Khu dân cư Hilton, Tháp Access II, Tòa tháp Empire, Tòa nhà Parkland (tòa nhà màu trắng ngắn), OnThree20, Tháp Hoa Sen

Nguồn doanh thu chính của tháp Hoa sen sẽ là cho thuê du lịch và ăng ten. Nó sẽ hoạt động như một ăng-ten phát thanh và truyền hình ISDB -T và hỗ trợ DVB-T2 được đề xuất cho 50 dịch vụ truyền hình, 35 Đài phát thanh FM và 20 nhà cung cấp dịch vụ viễn thông.
Tòa tháp có bốn lối vào, với hai lối vào được sử dụng làm lối vào VIP (khách quý và lãnh đạo nhà nước). Một bảo tàng viễn thông và nhà hàng nằm ở tầng trệt. Bục tháp gồm 6 tầng:
- Tầng đầu tiên của bục sẽ chứa một bảo tàng và hai phòng triển lãm.
- Tầng thứ hai sẽ được sử dụng cho một số phòng hội nghị với không gian chỗ ngồi hơn 500 người.
- Các nhà hàng, siêu thị và khu ẩm thực sẽ nằm trên tầng ba.
- Một khán phòng 1000 chỗ ngồi được đặt ở tầng bốn, cũng được sử dụng làm phòng khiêu vũ.
- Tầng thứ năm sẽ bao gồm các phòng khách sạn sang trọng, phòng khiêu vũ lớn và tầng thứ bảy sẽ tổ chức một phòng trưng bày quan sát.

Cảnh quan được quy hoạch dưới dạng một công viên nước lớn.
Colombo Monorail là một hệ thống đường ray xe lửa được đề xuất xây dựng trong Colombo, và hệ thống BRT đã hội tụ ở 'trung tâm đa phương tiện' - một địa điểm nằm gần tháp Hoa sen, làm cho tháp trở thành trung tâm thành phố lớn. Monorail đã bị hủy bỏ vào năm 2016, và thay vào đó là một đường sắt nhẹ sẽ được xây dựng tại Colombo.

## Ảnh
|  |  |